# Хачатрян, Рима Мхитаровна
Рима Мхитаровна Хачатрян (3 апреля 1938 — 10 апреля 2020) — заслуженный педагог Республики Армения, автор учебников для студентов медицинских колледжей, профсоюзный деятель, основатель Института профессиональной подготовки и обучения.
Получила широкое признание за значительный вклад в модернизацию системы среднего медицинского образования в Армении, который способствовал созданию более десятка медицинских колледжей в сельских районах, а также двух школ сестринского дела при действующих клиниках в Ереване в период с 1975 по 2015 год.
В 1990-е годы Рима Хачатрян разработала и внедрила инновационную методику обучения, ориентированную на конечный результат. Основанная на четырёх основных ценностях – достоинстве, честности, справедливости, а также ответственности и свободе – методика была направлена на трансформацию образовательного процесса и оказала значительное влияние на реформы в сфере образования в постсоветской Армении.

## Биография
Рима Хачатрян родилась и выросла в Ереване. Она была младшей из троих детей. Ее родители, Мхитар Хачатрян и Сирануш Мартиросян, пережили геноцид армян и эмигрировали из Алашкерта и Вана соответственно. В поисках убежища они встретились в приюте Американского комитета помощи Ближнему Востоку в Александрополе.
В 1960 году Рима Хачатрян окончила Армянский государственный педагогический университет, получив квалификацию учителя химии и биологии. В 1962–1965 годах обучалась в Национальном аграрном университете Армении, а в 1969 году завершила обучение на факультете повышения квалификации преподавателей системы среднего специального образования при Национальном политехническом университете Армении, получив диплом по химии.
Трудовую деятельность начала в Министерстве сельского хозяйства Армяской ССР, где в 1961–1965г.г. работала техником-нормировщиком.
С 1965г. до конца своей жизни преподавала в Ереванском базовом медицинском колледже (бывшее Ереванское государственное базовое медицинское училище №1). Непрерывный стаж педагогической работы – 55 лет.

## Педагогическая деятельность и организация среднего медицинского образования
- 1965–2020 – преподаватель аналитической, неорганической, органической и фармацевтической химий в Ереванском государственном базовом медицинском колледже.
- 1970–2015 – принимала деятельное участие в расширении республиканской сети медицинских колледжей. Были открыты медицинские колледжи в Гаваре, Арарате, Раздане, Армавире и Мартуни, так же при республиканской больнице “Сурб Григор Лусаворич”(1996) и 11-й поликлинике (2008) в Ереване[19].
- 1987 – за исключительные достижения в области педагогики, по результатам Всесоюзного социалистического соревнования была награждена Почетной грамотой Центрального комитета КПСС, Совета Министров СССР, ВЦСПС и Центрального комитета ВЛКСМ [20].
- 2002 – за вклад в развитие среднего медицинского образования, расширение сети медицинских образовательных учреждений Армении[21] Р.М. Хачатрян была награждена Почетной грамотой Министерства здравоохранения РА.
- 2002–2013 – заведующая кафедрой фармацевтики.
- 2007–2009 – под ее авторством были разработаны и изданы учебники, предусмотренные для студентов медицинских колледжей "Неорганическая химия" (двухтомник) и "Аналитическая химия".
- 2013 – возглавила работу по внедрению в медицинских колледжах Армении новой образовательной программы по Фармацевтике[22].

## Профсоюзная деятельность
- 1969–2020 – председатель профсоюза Ереванского базового медицинского училища №1 (около 5 000 членов).
- 1981–1989 – заместитель председателя Мясникянского районого комитета профсоюза медицинских работников Армении.
- 1984–1986 – Председатель Мясникянского районого комитета профсоюза медицинских работников Армении.
- 1980–2020 – член Республиканского комитета профсоюза медицинских работников (Совета Республиканского Союза Профессиональных Организаций работников здравоохранения) Армении.
- 1988 – была награждена почетной грамотой Всесоюзного центрального совета профессиональных союзов СССР.
- 1996 – в принятом Национальным Собранием Армении законе РА “О медицинской помощи и обслуживании населения” [23] при ее активном участии впервые были затронуты вопросы правового регулирования сестринского дела, оценки рабочей нагрузки среднего медицинского персонала и обеспечения справедливой системы оплаты труда [24].

## Именная стипендия
В 2020г. в целях увековечения памяти заслуженного педагога Армении Р.M. Хачатрян, а также стимулирования непрерывного образования и саморазвития, была учреждена именная стипендия для слушателей Института профессиональной подготовки и обучения (ИППО). Ежегодно присуждается десять стипендий. Стипендии присуждаются Попечительским советом ИППО.

## Награды

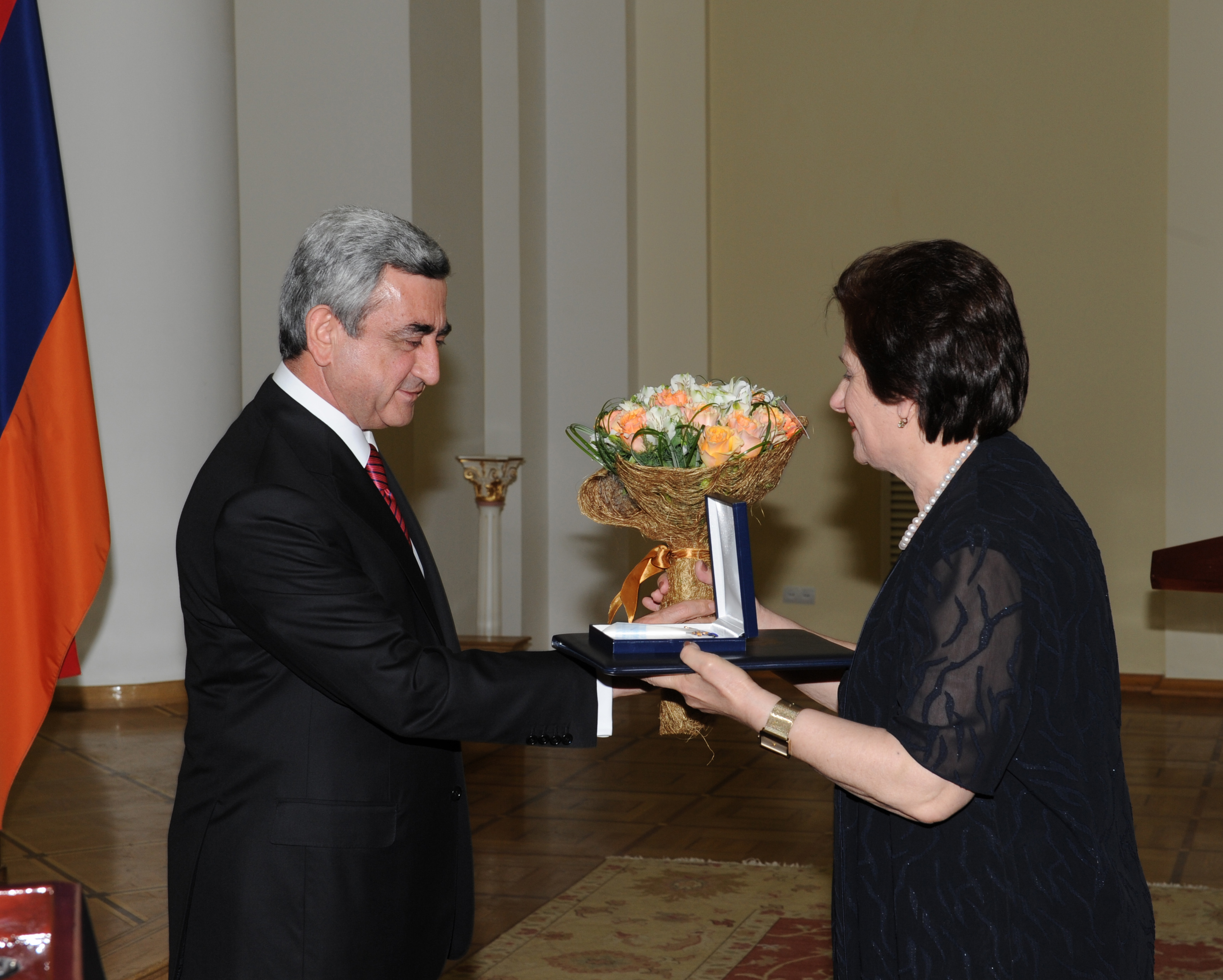
Президент Армении Серж Саргсян вручает Риме Хачатрян Медаль “Анании Ширакаци”, 27.05.2009 г.

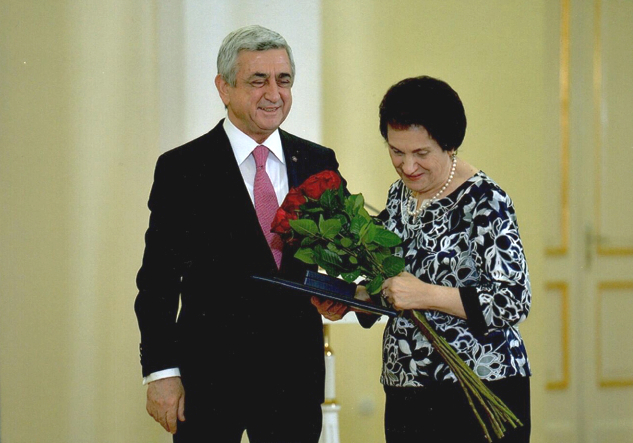
Президент РА Серж Саргсян вручает Риме Хачатрян значок заслуженного педагога Республики Армения, 28.05.2017 г.

- Почетное звание заслуженного педагога Республики Армения (Указ Президента РА от 17.05.2017г. № ՆՀ-388-Ա);
- Медаль Анании Ширакаци (Указ Президента РА от 26.05.2009г. № ՆՀ-123-Ա) [29][30][31];
- Медаль Премьер-министра Республики Армения (Решение Премьер-министра РА от 27.03.2018г. № 291-Ա);
- Медаль Министерства образования и науки РА (Приказ Министра образования и науки РА от 26.09.2005г. № 503-Ա);
- Медаль "Ветеран труда" (Указ Председателя Верховного Совета Армянской ССР от 22.03.1984 г. № 1378);
- Медаль Всеобщей конфедерации профсоюзов (Решение исполнительного комитета Всеобщей конфедерации профсоюзов от 21.06. 2017г. № 10-14).

## Учебники
- “Неорганическая химия”, учебное пособие для студентов медицинских колледжей, часть I, издательство “Лаки Принт”, Ереван 2007, ISBN 978-99941-71-19-4
- “Неорганическая химия”, учебное пособие для студентов медицинских колледжей, часть II, издательство “Лаки Принт”, Ереван 2007, ISBN 978-99941-71-19-4
- “Аналитическая химия”, учебное пособие для студентов медицинских колледжей, издательство “Легал плюс”, Ереван 2009, ISBN 978-9939-815-19-0

## Память
- Вдохновленный биографией заслуженного педагога, испанский художник Рикардо Санс (Ricardo Sanz[32]), известный созданными им портретами членов испанской королевской семьи, написал портрет Римы Хачатрян (Холст, 2020).
- Известный армянский скульптор Давид Минасян (Դավիթ Մինասյան) [33] создал композицию “На ступеньку над уровнем неба”, которая установлена на могиле Р.М. Хачатрян в Ереване (Мрамор, 2020).
- Современный грузинский иконописец Зураб Модебадзе [34] написал портрет Римы Хачатрян в традиционном обличии армянской матери с иконой Богородицы с Младенцем в руках (Темпера, 2012).
- Самый “натуральный” фотопортрет Римы Хачатрян был создан известным советским армянским фотографом Арменаком Ованисяном в его частной студии (1982). Позже он появился на обложке ее книги “Нерассказанная история” [35], изданной издательским домом NewMag [36][37].